# Kašna (sad Jožky Jabůrkové)
Kašna v sadu Jožky Jabůrkové je exteriérová kašna v městském parku v městském obvodu Ostrava-Vítkovice statutárního města Ostrava. Geograficky se také nachází v nížině Ostravská pánev a v Moravskoslezském kraji.

## Další informace
Kašna vznikla, společně se sadem Jožky Jabůrkové, v roce 1922 v místech bývalého hřbitova. Společně s dnes již zaniklými jezírky, lávkami a malou Zoo tvořila důležité veřejné prostranství v centru sadu. Autor původní kašny, která je neznámý. Kašna byla ozdobena rybou ze které tryskala voda a na ní seděl malý putto. Později při „devastaci“ Vítkovic byl putto odstraněn/zmizel na neznámé místo.
Další historie kašny je také obestřena „ tajemstvím“. Buď v roce 1962 nebo s největší pravděpodobností v roce 1966 byla kašna znovu postavena. Na výstavbě kašny se podílel sochař Miroslav Rybička (1928–2021). Části nádrže byly přeneseny na místo z prostoru před Divadlem Antonína Dvořáka v Moravské Ostravě. Při výstavbě byl využit kov a sklo. Mělo být také využito sousoší labutí od sochaře Josefa Špačka (1923–2001). Záznamy o kolaudaci díla se ale o Špačkově sousoší již nezmiňují, avšak ví se, že bylo umístěno v Zoo Ostrava. Kdy kašna zanikla se neví.

## Galerie

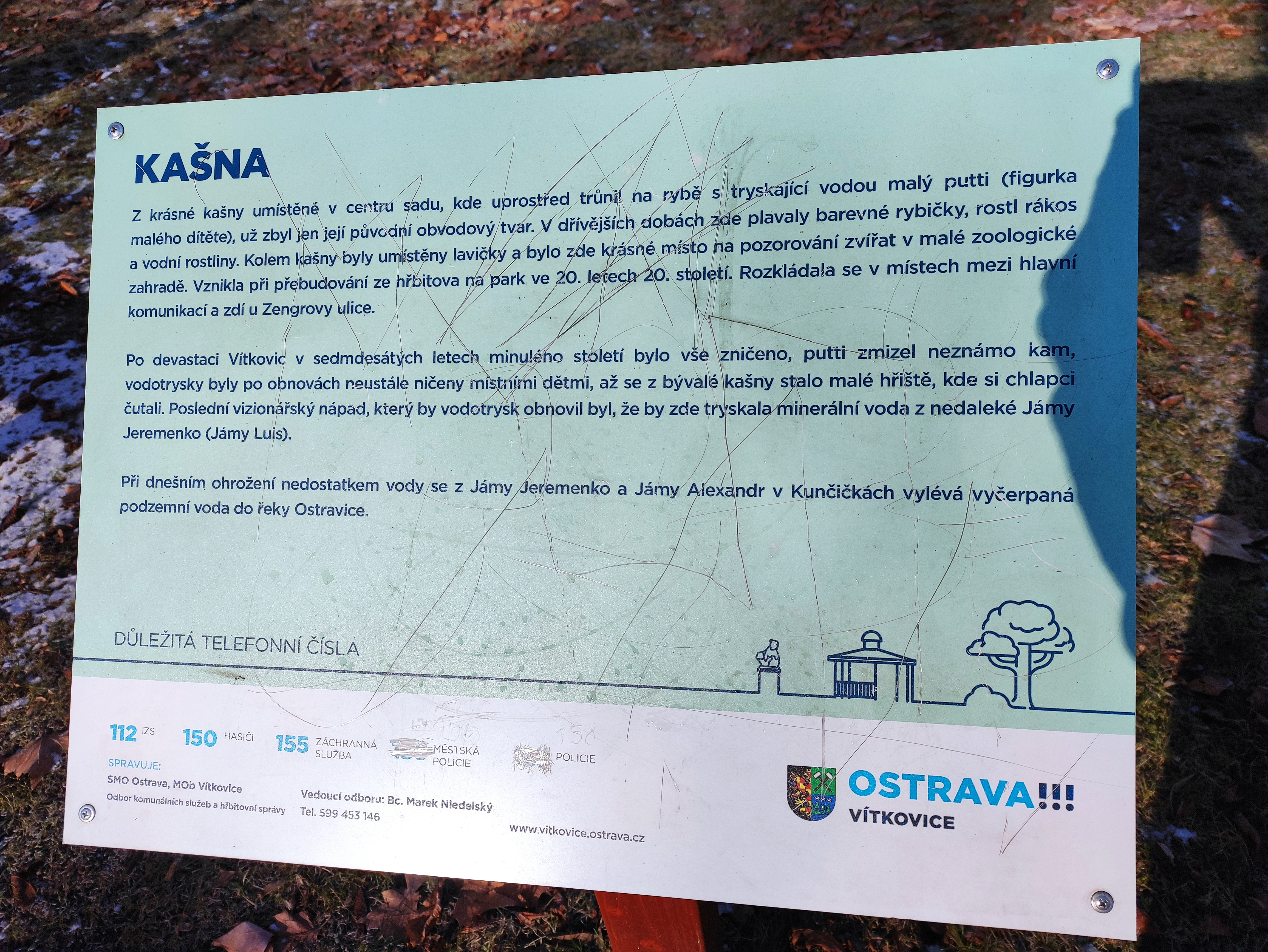
Informační panel u kašny